# KC Veszprém
Der Kézilabda Club Veszprém (deutsch: Handballclub Veszprém) ist ein ungarischer Handballverein aus Veszprém.

## Geschichte
Erst im Jahre 1977 gegründet, ist der Verein mittlerweile der erfolgreichste ungarische Handballverein, allerdings nur auf nationaler Ebene. 29 ungarische Meisterschaften stellen einen Rekord dar. Neben 31 nationalen Pokalsiegen stehen mit dem zweimaligen Gewinn des Europapokals der Pokalsieger auch zwei internationale Titel zu Buche. Im wichtigsten Wettbewerb, der Champions League, gelang 2002, 2015, 2016 und 2019 der Einzug ins Finale, das aber alle vier Mal verloren wurde. 2024 gewann man als Wildcardteilnehmer die IHF Men’s Club World Championship 2024.

## Namenswechsel
Der Verein firmiert seit Jahren unter wechselnden Namen, die mit denen des jeweiligen Hauptsponsors identisch sind. Seit Januar 2025 trägt er den Namen One Veszprém HC. Zuvor waren dies Telekom (2016–2024), MVM (2015–2016), MKB-MVM (2013–2015), MKB (2005–2013), Fotex (1992–2005), Bramac (1987–1992) und Építők (1982–1986).

## Kader 2025/26

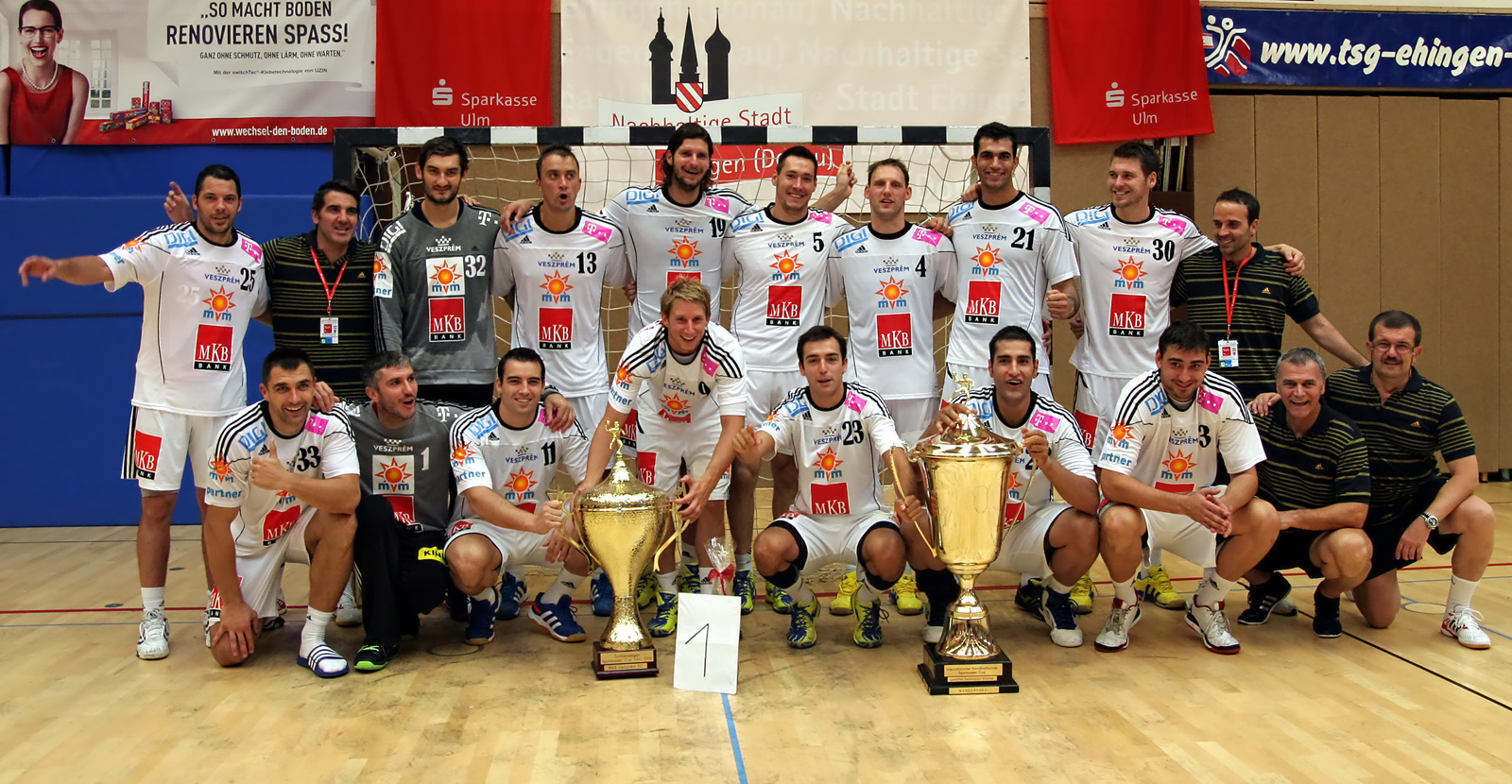
Die Mannschaft am 18. August 2013, nach dem erstmaligen Gewinn des Sparkassen-Cups

| Nr. | Nationalität | Name                | Position |
| --- | ------------ | ------------------- | -------- |
| 01  | Schwede      | Mikael Appelgren    | TW       |
| 12  | Spanier      | Rodrigo Corrales    | TW       |
| 16  | Ungar        | Nándor Győri        | TW       |
| 91  | Ungar        | László Várady-Szabó | TW       |
| 02  | Brasilianer  | Thiagus Petrus      | RL       |
| 05  | Kroate       | Ivan Martinović     | RR       |
| 09  | Franzose     | Hugo Descat         | LA       |
| 15  | Ägypter      | Ahmed Hesham        | RL       |
| 21  | Isländer     | Bjarki Már Elísson  | LA       |
| 23  | Ungar        | Patrik Ligetvári    | RL       |
| 24  | Slowene      | Gašper Marguč       | RA       |
| 25  | Kroate       | Luka Cindrić        | RM       |
| 27  | Slowake      | Adam Dopjera        | RA       |
| 29  | Franzose     | Nedim Remili        | RR       |
| 32  | Franzose     | Yanis Lenne         | RA       |
| 39  | Ägypter      | Yehia El-Deraa      | RM       |
| 46  | Serbe        | Dragan Pechmalbec   | KM       |
| 54  | Ungar        | Botond Balogh       | KM       |
| 66  | Ungar        | Máté Gáncs-Pető     | LA       |
| 77  | Ungar        | Márton Csaba Kardos | RL       |
| 80  | Ägypter      | Ahmed Adel          | KM       |
| 88  | Ungar        | Robin Molnár        | LA       |
| 90  | Ägypter      | Ali Zein            | RL       |
| 97  | Ungar        | Levente Szabó       | KM       |
| 98  | Ungar        | János Dániel Barna  | RR       |

## Trainer seit 2000
Im Jahr 2000 übernahm der Kroate Zdravko Zovko Veszprém und führte die Mannschaft 2002 ins Finale der EHF Champions League, das gegen den SC Magdeburg verloren ging. 2007 folgte auf Zovko der Ungar Lajos Mocsai, der 2008 den zweiten Europapokal der Vereinsgeschichte nach 1992 gewann. 2012 wurde mit Antonio Carlos Ortega erstmals ein spanischer Trainer verpflichtet. Nach dem verpassten Triumph in der Champions League 2015 musste er den Verein verlassen und sein Landsmann Xavier Sabaté übernahm. Auch Sabaté scheiterte 2016 im Endspiel, durfte jedoch noch ein Jahr bleiben. In der Saison 2017/18 trainierte der Schwede Ljubomir Vranjes die Magyaren. Ab Oktober 2018 trainierte der Spanier David Davis den Verein. Mit ihm gewann das Team im Jahr 2019 die ungarische Meisterschaft, die SEHA-Liga 2019/20 und im Jahr 2021 den ungarischen Pokal. Nach der Niederlage Veszpréms im Finale um die ungarische Meisterschaft 2021 gegen Pick Szeged wurde Davis von seinen Aufgaben entbunden. Bis dato hatte das Team unter seiner Leitung von 137 Spielen 114 gewonnen, 20 verloren und drei Mal unentschieden gespielt. Der ersehnte Gewinn der Königsklasse gelang aber auch Davis nicht. Ab der Saison 2021/22 war der ehemalige serbische Veszprém-Spieler Momir Ilić im Traineramt. Im Sommer 2024 übernahm der Spanier Xavier Pascual Fuertes.

## Sportdirektor
Seit seinem Karriereende 2019 ist László Nagy, der bis dahin als Handballer in Veszprém aktiv war, Sportdirektor des Vereins.

## Erfolge
- Ungarische Meisterschaft: 29 Titel
  - 1984/85, 1985/86, 1991/92, 1992/93, 1993/94, 1994/95, 1996/97, 1997/98, 1998/99, 2000/01, 2001/02, 2002/03, 2003/04, 2004/05, 2005/06, 2007/08, 2008/09, 2009/10, 2010/11, 2011/12, 2012/13, 2013/14, 2014/15, 2015/16, 2016/17, 2018/19, 2022/23, 2023/24, 2024/25
- Ungarischer Pokal: 31 Titel
  - 1983/84, 1987/88, 1988/89, 1989/90, 1990/91, 1991/92, 1993/94, 1994/95, 1995/96, 1997/98, 1998/99, 1999/00, 2001/02, 2002/03, 2003/04, 2004/05, 2006/07, 2008/09, 2009/10, 2010/11, 2011/12, 2012/13, 2013/14, 2014/15, 2015/16, 2016/17, 2017/18, 2020/21, 2021/22, 2022/23, 2023/24
- Europapokal der Pokalsieger: 2 Titel
  - 1991/92, 2007/08
- SEHA-Liga: 5 Titel
  - SEHA-Liga 2014/15, SEHA-Liga 2015/16, SEHA-Liga 2019/20, SEHA-Liga 2020/21, SEHA-Liga 2021/22
- Vereinsweltmeisterschaft: 1 Titel
  - 2024